# 1963 en arts plastiques
| Années des arts plastiques : 1960 - 1961 - 1962 - 1963 - 1964 - 1965 - 1966    |
| Décennies des arts plastiques : 1930 - 1940 - 1950 - 1960 - 1970 - 1980 - 1990 |

Cette page concerne l'année 1963 en arts plastiques.

## Événements
- 8 janvier : Exposition de La Joconde à la National Gallery of Art à Washington (district de Columbia).

## Naissances
- 28 août : Nicolas Dieterlé, poète, peintre et dessinateur français († 25 septembre 2000),
- 26 novembre : Ye XingQian, peintre,
- 29 décembre : Jorge Macchi, artiste argentin ;
- Sadya Bairou, peintre et sculptrice marocaine († 13 avril 2010),
- Claude Closky, artiste plasticien français.

## Décès
- 1er janvier : Helen Saunders, peintre britannique (° 4 avril 1885),
- 3 janvier : Albert Loriol, peintre français (° 21 octobre 1882),
- 10 janvier : Louis Azéma, peintre et chanteur français (° 24 mai 1876),
- 16 janvier : Emma Kunz, guérisseuse, radiesthésiste et peintre suisse (° 23 mai 1892),
- 17 janvier : Pierre-Antoine Cluzeau, peintre, graveur, dessinateur et illustrateur français (° 1er septembre 1884),
- 19 janvier : Charles Péquin, peintre français (° 24 décembre 1879),
- 20 janvier :
  - Marguerite Delaroche, peintre miniaturiste française (° 1er juin 1873),
  - André Fraye, peintre, illustrateur et graveur français (° 18 octobre 1889),
- 23 janvier : Józef Gosławski, sculpteur et médailleur polonais (° 24 avril 1908),
- 25 janvier : Marcel L'Enfant, peintre français (° 8 décembre 1884),
- 1er février : Jean-Gabriel Noirot, peintre français (° 2 décembre 1887),
- 3 février : Aina Onabolu, peintre et pédagogue nigérian (° 13 septembre 1882),
- 6 février : Piero Manzoni, peintre et sculpteur italien (° 13 juillet 1933),
- 8 février : Fortunino Matania, peintre italien (° 16 avril 1881),
- 13 février : Georges Bilhaut, peintre et historien de l'art français  (° 22 mai 1882),
- 14 février : Paul Reboux, écrivain, journaliste et peintre français (° 21 mai 1877),
- 25 février : Albert Chanot, peintre et sculpteur français (° 13 mai 1881),
- 26 février : Max Touret, ingénieur et peintre français (° 27 mai 1872),
- 1er mars : Felice Casorati, peintre italien (° 4 décembre 1883),
- 9 mars : Paolo Paschetto,  peintre italien (° 12 février 1885),
- 12 mars : André Félix Roberty, peintre français (° 2 décembre 1877),
- 1er avril : Camil Ressu, peintre roumain (° 28 janvier 1880),
- 13 avril : Gabriel Fournier, peintre français (° 26 mai 1893),
- 19 avril : Maurice Achener, peintre, graveur et illustrateur français (° 17 septembre 1881),
- 22 avril : Jacques Camoreyt, peintre, graveur et illustrateur français (° 10 septembre 1871),
- 1er mai : Paul Pouchol, céramiste, sculpteur et peintre français (° 21 juillet 1904),
- 16 mai : Luigi Bartolini, graveur, écrivain, poète et peintre italien (° 8 février 1892),
- 3 juin : Jean-Georges Cornélius, peintre français (° 23 janvier 1880),
- 4 juin : Sauveur Galliéro, peintre français (° 24 juillet 1914),
- 9 juin : Jacques Villon (Gaston Duchamp), peintre et graveur français (° 31 juillet 1875),
- 12 juin : Geza Szobel, peintre et graveur hongrois puis tchécoslovaque, naturalisé français (° 5 septembre 1905),
- 14 juillet: Étienne Gaudet, peintre, graveur et illustrateur français (° 6 décembre 1891),
- 16 juillet : Antonio Donghi, peintre italien (° 16 mars 1897),
- 20 juillet : Roman Dressler, peintre austro-hongrois puis tchécoslovaque (° 20 août 1889),
- 21 juillet : André Alexandre Verdilhan, sculpteur et peintre français (° 14 mars 1881),
- 23 juillet : Alexandre Guerassimov, peintre russe puis soviétique (° 12 août 1881),
- 17 août : Kathleen Fox, peintre, émailleuse et vitrailliste irlandaise (° 12 septembre 1880),
- 23 août : Willem van Hasselt, peintre français (° 3 septembre 1882),
- 31 août : Georges Braque, peintre, sculpteur et graveur français (° 13 mai 1882),
- 2 septembre : Auguste Clergé, peintre, lithographe, illustrateur, décorateur de théâtre, acteur de théâtre, trapéziste, clown, fresquiste et graveur français (° 20 janvier 1891),
- 25 septembre : Germain Raingo-Pelouse, peintre français (° 28 août 1893),
- 2 octobre : Beniamino Joppolo, écrivain, romancier, dramaturge, essayiste, poète et peintre italien (° 31 juillet 1906),
- 11 octobre : Jean Cocteau, écrivain, cinéaste et dessinateur français (° 5 juillet 1889),
- 28 octobre : 
  - Émile Bulcke, peintre et sculpteur belge (° 20 mars 1875),
  - Fernande Rousseau, peintre belge (° 19 décembre 1913),
- 30 octobre : Arthur Schlageter, sculpteur et peintre suisse (° 11 décembre 1883),
- 6 novembre : Georges Pavec, peintre français (° 9 mars 1875),
- 23 novembre : Jules Lellouche, peintre tunisien (° 1903),
- 11 décembre : Jean-Charles Duval, peintre, dessinateur et décorateur français (° 3 avril 1880),
- 24 décembre : André Léveillé, peintre français (° 9 mai 1880),
- 28 décembre : Alice Delaye, peintre portraitiste et paysagiste française (° 22 juin 1884),
- ? :
  - Henriette Bellair, peintre et illustratrice française (° 1904),
  - Maxime Clément, peintre et musicien français (° 4 mars 1877),
  - Marie-Rose Dalmar, peintre française (° 1911),
  - Stanisław Eleszkiewicz, peintre polonais (° 1900),
  - Abel Pann, peintre, lithographe et graveur israélien originaire de l'Empire russe (° 1er janvier 1883),
  - Roger Parent, peintre français (° 21 août 1881),
  - Raphaël Vaudenay, peintre français (° 3 septembre 1879).